# Leucanopsis angulata
Leucanopsis angulata là một loài bướm đêm thuộc phân họ Arctiinae, họ Erebidae.